# 瓦拉科山 (瓦瓊區)
10°35′06″S 75°55′26″W / 10.58500°S 75.92389°W
瓦拉科山（Waraqu），是秘魯的山峰，位於該國中部帕斯科大區，由帕斯科省的瓦瓊區負責管轄，屬於安地斯山脈的一部分，海拔高度4,800米。